# Сережиха
Сережиха — упразднённый посёлок в Заринском районе Алтайского края. На момент упразднения входил в состав Хмелевского сельсовета. Исключен из учётных данных в 1992 году.

## География
Располагался на водоразделе рек Каменушка и Хмелевка, на расстоянии приблизительно в 3 км (по прямой) к северо-западу от посёлка Новодресвянка.

## История
Основан в 1910 г., по другим данным в 1909 году
Согласно Списку населённых мест Томской губернии на 1911 год входил в Хмелевскую волость.
В 1928 году деревня Сережиха состояла из 87 хозяйств. В административном отношении являлась центром Сережихинского сельсовета Чумышского района Барнаульского округа Сибирского края.
В конце 1920-х годов в деревне был создан колхоз «Уус-Кюла» (с эст. Uusküla — Новое село).
В 1938 году Сережихинский эстонский национальный сельсовет был преобразован в обычный. В этот период его население составляло 826 человек, из которых эстонцев было 535 (65 %).
В 1953 году Сережихинский сельсовет был упразднён, а его территория включена в состав Хмелевского сельсовета.
Решением малого Совета АКСНД от 24.04.1992 года № 69 посёлок исключен из учётных данных.

## Население
В 1926 году в деревне проживало 406 человек (197 мужчин и 209 женщин), преобладающее население — русские. Также значительную часть население деревни составляли эстонцы, 3/4 которых в начале 1920-х годов эмигрировали в Эстонию.
По некоторым сведениям в 1957 году деревня состояла из 87 хозяйств, в которых проживало 287 человек.